# Kristin Kreuk
Kristin Laura Kreuk est une actrice et productrice canadienne, née le 30 décembre 1982 à Vancouver en Colombie-Britannique.
Elle débute en jouant le rôle principal de la princesse Blanche-Neige du téléfilm Blanche-Neige (2001).
Elle accède à la notoriété pour avoir joué dans les séries télévisées Edgemont (2001-2005), Smallville (2001-2009) et Beauty and the Beast (2012-2016).
Au cinéma, elle apparaît, entre autres, dans la comédie Eurotrip (2004), le film d'action Street Fighter: Legend of Chun-Li (2009), le thriller Vampire (2011) et la comédie de science-fiction Space Milkshake (2012).
De 2018 à 2021, elle produit et joue le rôle principal de la série dramatique Seule contre tous.

## Biographie

### Enfance et formation
Née à Vancouver en Colombie-Britannique, Kristin Kreuk est la fille de Peter Kreuk, aux origines néerlandaises, et de Deanna Che, aux origines chinoises (mais provenant de l'Indonésie). Sa grand-mère maternelle quant à elle, vient de la Jamaïque mais est d'origine chinoise aussi. Ses parents sont tous deux paysagistes et elle a une sœur cadette, Justine (née en 1987).
Enfant et adolescente, elle pratiquait le karaté ainsi que la gymnastique au niveau national mais elle a dû tout arrêter au lycée à cause de sa scoliose. Elle se dirige vers des études de médecine ou psychologie mais une rencontre va venir bouleverser cette studieuse scolarité.

### Carrière

#### Révélation télévisuelle (années 2000)

Logo original de la série télévisée Smallville.

Kristin Kreuk est repérée par un directeur de casting, alors qu'elle est encore au lycée. Il l'invite à postuler pour le rôle principal d'une série télévisée destinée, essentiellement, à un public d'adolescents, Edgemont. Il s'agit d'un soap-opéra canadien qui met en scène le quotidien d'adolescents, évoquant des thèmes comme l'amour, la découverte de la sexualité, le militantisme, etc.
Après avoir terminé le tournage de la première saison, elle se trouve un agent américain et décroche le rôle principal de Blanche-Neige dans le téléfilm homonyme, diffusé sur le réseau ABC en 2002 et sorti ultérieurement en DVD. À la fin du tournage, son agent envoie une vidéo d'une de ses auditions aux scénaristes Alfred Gough et Miles Millar, qui, à cette époque, étaient à la recherche du casting de la série qu'ils développent, intitulée Smallville. La série, tournée en grande partie à Vancouver, est centrée autour de la vie d'un jeune homme, Clark Kent, qui devient Superman. Le duo de scénaristes appellent l'actrice afin qu'elle se rende au studio WB pour auditionner pour le rôle de Lana Lang.
Le programme connait un succès commercial mondial important, considéré comme un véritable phénomène et permet à l’actrice d'acquérir une notoriété et visibilité publique importante,, il met également en lumière les acteurs Tom Welling et Michael Rosenbaum. Kristin Kreuk est nommée à de prestigieuses cérémonies de récompenses comme les Saturn Awards et elle est plébiscitée par les adolescents lors des Teen Choice Awards.
En tête d'affiche de deux séries populaires à succès, elle continue sur sa lancée et obtient le rôle de Tenar dans la mini-série La Prophétie du sorcier sur la chaîne Syfy Universal. La mini-série est tournée à Vancouver et diffusée le 13 décembre 2004. Elle décroche deux nominations lors des Leo Awards, l'une dans la catégorie Meilleure interprétation dans une série télévisée pour jeunes et Meilleure interprétation par une actrice principale dans une mini série télévisée.
Côté cinéma, en 2004, elle fait un caméo dans la comédie Eurotrip où elle apparaît aux côtés de Matt Damon. En début d'année 2005, elle signe pour tourner dans le film indépendant canadien Partition où elle joue le rôle de Naseem, une adolescente vulnérable de dix-sept ans dont le monde se brise par le traumatisme de la partition des Indes en 1947. Cette même année, le show Edgemont touche à sa fin.
Après sept saisons passées dans la peau de Lana Lang, l'actrice décide de prendre ses distances avec la série en 2008, les scénaristes choisissent de faire partir de la ville son personnage. Ce qui lui permet de revenir, dans la huitième saison, en tant qu'invitée pour un arc narratif de quelques épisodes, afin de clore convenablement les intrigues.
En 2009, l'actrice signe pour jouer dans plusieurs épisodes de la troisième saison de la série Chuck. Elle interprète Hannah, une dépanneuse informatique, qui se joint à la troupe Buy More, après avoir été renvoyée de son ancien travail. Cette même année, elle intègre le casting du film d'action Street Fighter: Legend of Chun-Li, il s'agit de la deuxième adaptation live du jeu vidéo Street Fighter. Elle incarne le personnage central Chun-Li mais le film est laminé par la critique et confirme en étant un échec cuisant au box office.

#### Confirmation télévisuelle (années 2010)

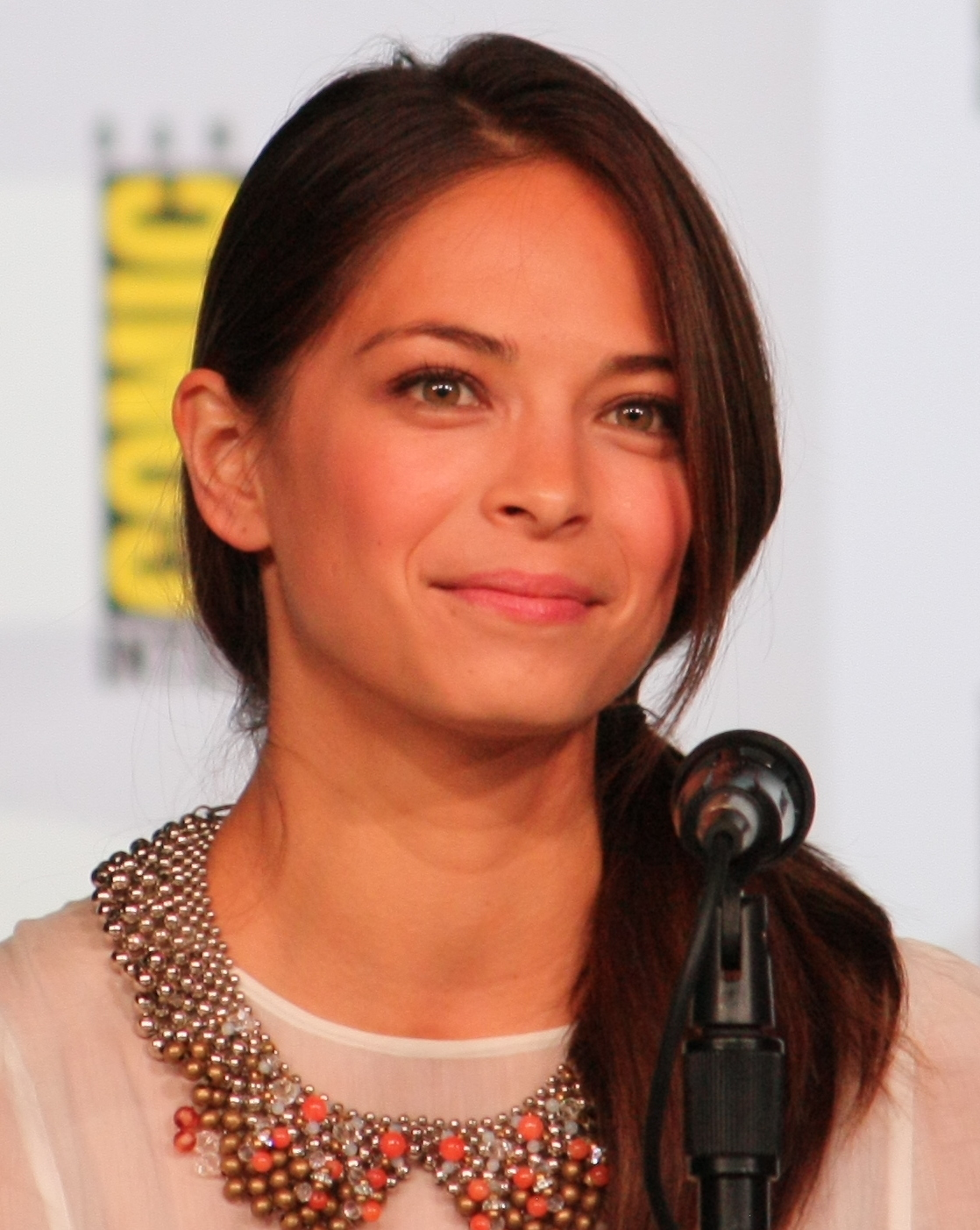
Kristin Kreuk, lors du Comic-Con de San Diego, en 2012, pour la présentation de la série télévisée Beauty and the Beast.

En 2010, elle joue dans le téléfilm Ben-Hur et décroche un rôle dans le film d'horreur japonais Vampire puis elle apparaît dans le clip I Heard de Hill Zaini. Elle tourne ensuite dans deux pilotes ; une sitcom intitulée Hitched (2010) puis une série dramatique intitulée 17th Precinct (2011), mais aucune des deux séries n'est produite.
Au cinéma, en 2011, elle est la tête d'affiche du drame indépendant Irvine Welsh's Ecstasy très bien reçu lors de nombreux festivals de films et lauréat de quelques prix.
En février 2012, elle décroche le rôle principal dans une nouvelle série dramatique/fantastique Beauty and the Beast, dont le pilote a été pris le 11 mai 2012 par The CW et diffusé le 11 octobre 2012. Il s'agit d'un remake, introduisant une variation axée davantage sur l'action plutôt que sur le romantisme inhérent de la série télévisée de 1987 diffusée sur CBS, avec Linda Hamilton et Ron Perlman.
Ce retour à un public adolescent est validé par les audiences et Kristin Kreuk est récompensée, deux années consécutives, lors des People's Choice Awards, par le prix de la meilleure actrice dans une série télévisée fantastique.

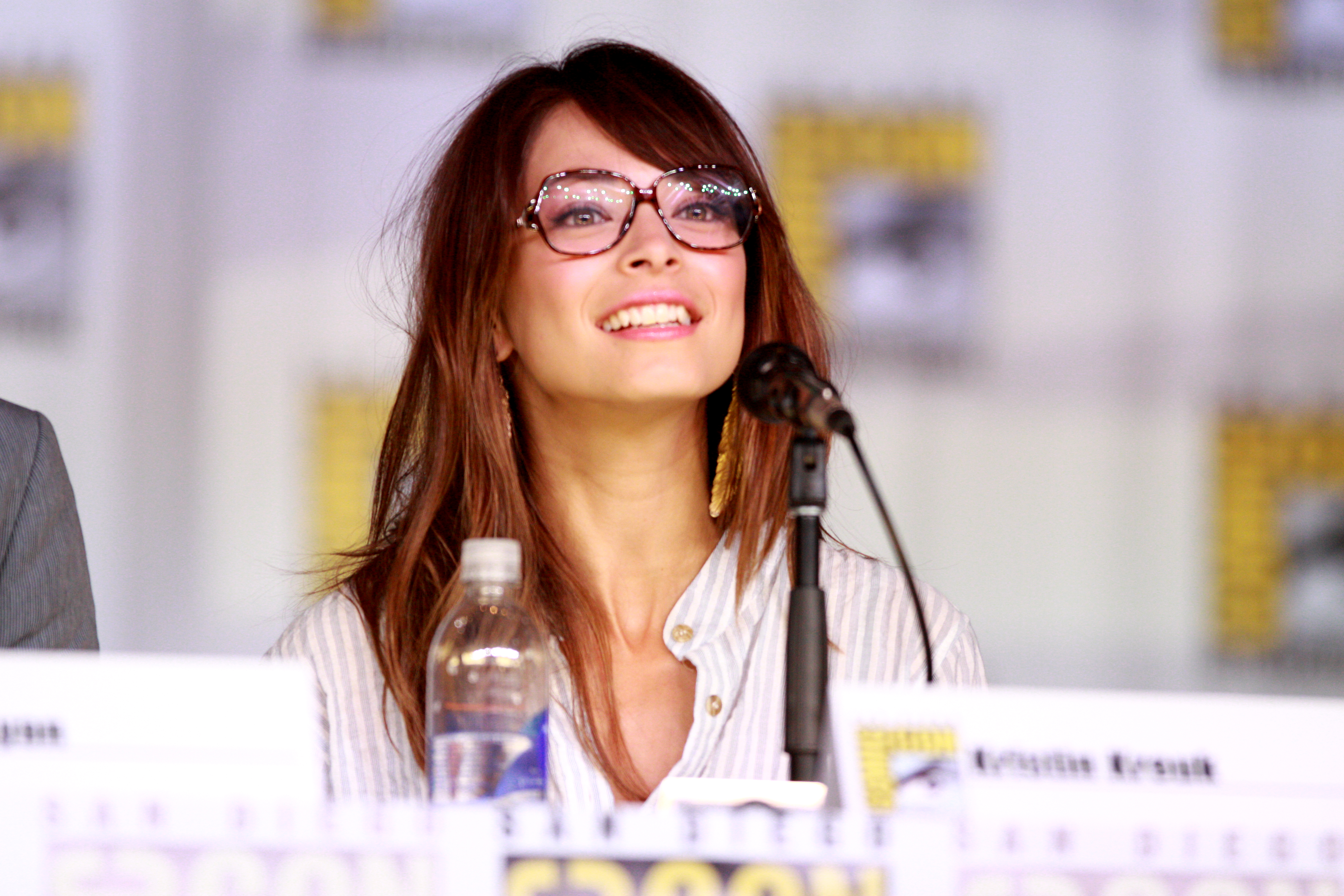
Kristin Kreuk, au Comic-Con de San Diego, en 2013.

Parallèlement, elle continue ses interventions sur le grand écran et elle rejoint le casting de la comédie de science fiction Space Milkshake qui est très bien reçue par la critique.
À la rentrée 2016, le programme librement adapté de la série des années 1980, entre dans sa quatrième et dernière saison après avoir rencontré essentiellement un beau succès à l'international.
En mai 2017, la chaîne canadienne CBC annonce la commande d'une mini-série judiciaire avec Kristin Kreuk en tant qu'actrice principale et productrice. Le show intitulé Seule contre tous, suit le parcours de Joanne Hanley, une jeune avocate qui décide de quitter son travail dans un grand cabinet pour reprendre une affaire difficile dans sa ville natale. 10 épisodes ont été commandés. L'héroïne va très vite se rendre compte que les lycéennes accusant un important client sont bien plus malades que tout le monde ne le pense.
En avril 2018, le réseau The CW renouvelle sa confiance envers l'actrice en décidant de programmer cette nouvelle série pour la grille de l'été 2018. Cette année-la, l’actrice annonce reprendre ses études afin d’obtenir un diplôme d’histoire. En 2019, Seule contre tous est renouvelée pour une troisième saison. La même année, elle est proposée au Prix Écrans canadiens de la meilleure actrice dans une série télévisée dramatique.

### Vie privée
Kristin Kreuk vit à Vancouver puis, en fin d'année 2011, elle achète une maison à Los Angeles avec son compagnon depuis 2004, Mark Hildreth. Après leur séparation, elle quitte Los Angeles pour s'installer à Toronto, au Canada.
Depuis 2015, l'actrice partage la vie d'un scénariste américain, Eric Putzer, qui travaille avec elle sur la série Seule contre tous.
L'actrice a fondé sa propre société de production, Parvati Creative Inc. avec une amie, produisant notamment une web-série intitulée Queenie.
En mars 2018, l'actrice dément, avec fermeté, avoir recruté des esclaves sexuelles pour la secte NXIVM,, dans laquelle est impliquée sa partenaire de jeu de Smallville, Allison Mack.

## Filmographie

### En tant qu’actrice

#### Longs métrages
- 2004 : Eurotrip de Jeff Schaffer : Fiona Rayaud
- 2007 : Partition de Vic Sarin : Naseem Khan
- 2009 : Street Fighter: Legend of Chun-Li de Andrzej Bartkowiak : Chun-Li
- 2011 : Vampire de Shunji Iwai : Maria Lucas
- 2011 : Ecstasy de Rob Heydon : Heather Thompson
- 2012 : Space Milkshake de Armen Evrensel : Tilda (également productrice exécutive)

#### Court métrage
- 2017 : The Emissary de Naledi Jackson : L'émissaire

#### Téléfilm
- 2001 : Blanche-Neige de Caroline Thompson : Blanche-Neige

#### Séries télévisées
- 2001 : Les Weekenders : Gina (voix, saison 2, épisode 17)
- 2001-2005 : Edgemont : Laurel Yeung (rôle principal - 70 épisodes)
- 2001 - 2008 : Smallville : Lana Lang (rôle principal - 150 épisodes)
- 2004 : La Prophétie du sorcier : Tenar (mini série - rôle principal - 2 épisodes)
- 2010 : Chuck : Hannah (saison 3, 4 épisodes)
- 2010 : Ben-Hur : Tirzah (mini série - rôle principal - 2 épisodes)
- 2012-2017 : Beauty and the Beast: Catherine « Cat » Chandler (rôle principal - 70 épisodes - également productrice de 5 épisodes)
- 2015 : Robot Chicken : Oblina / Catherine Chandler (voix, saison 8, épisode 2)
- 2018 -  2020 : Seule contre tous : Joanna Hanley (rôle principal - également productrice exécutive) (26 épisodes)
- 2022 : Reacher : Charlie Hubble
- 2022 : Murder in a Small Town : Cassandra

### Jeux vidéo
- 2017 : Shuyan Saga : Shuyan (voix)

### En tant que productrice
- 2011 : Blink de Rick Rosenthal (court métrage)

## Distinctions

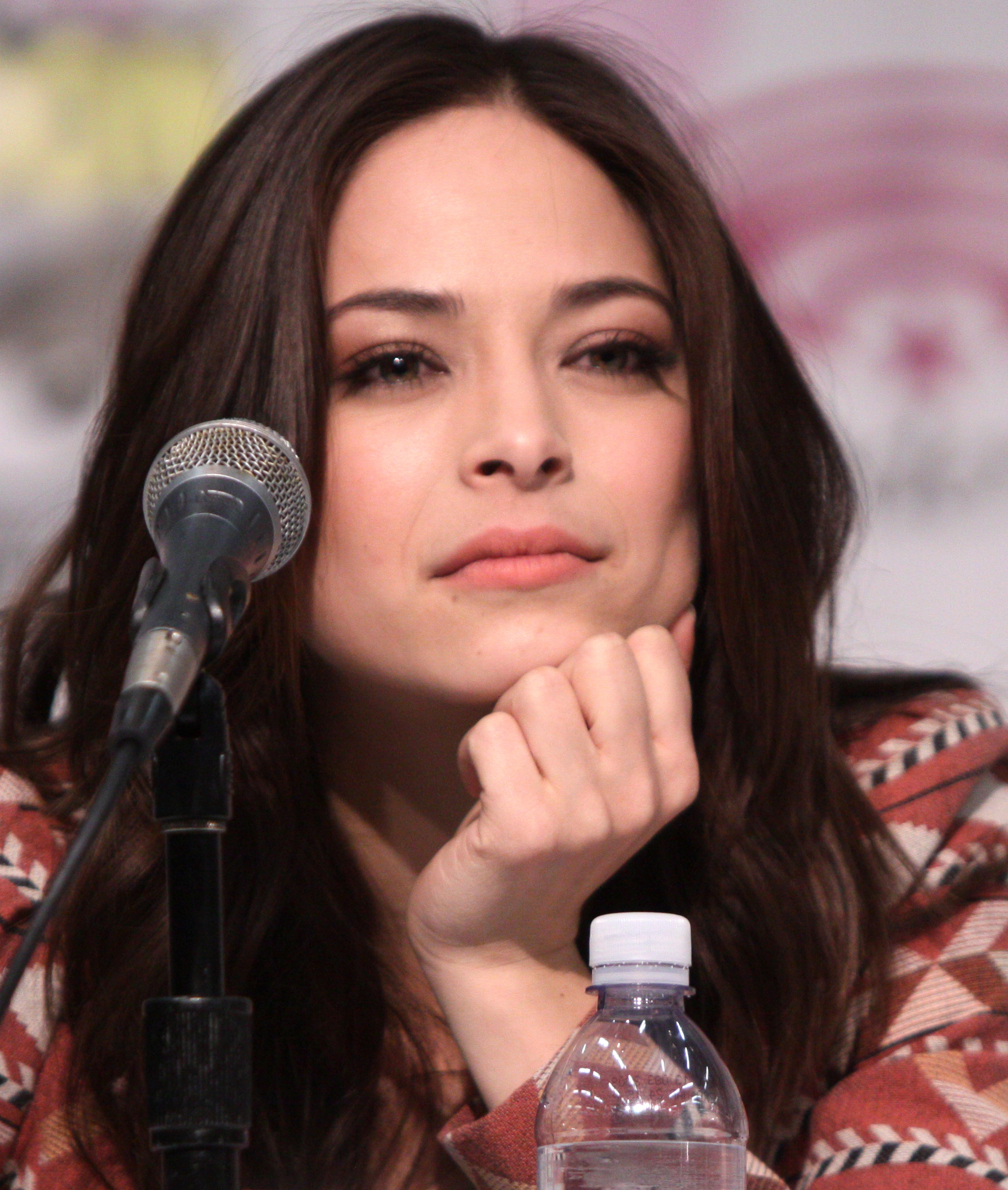
Kristin Kreuk à la WonderCon 2013, en Californie.

Sauf indication contraire ou complémentaire, les informations mentionnées dans cette section proviennent de la base de données IMDb.

### Récompenses
- 40e cérémonie des People's Choice Awards 2014 : Actrice préférée pour Beauty and the Beast (2012-2016).
- 41e cérémonie des People's Choice Awards 2015 : Actrice préférée pour Beauty and the Beast.

### Nominations
- 28e cérémonie des Saturn Award 2002 : Saturn Award de la meilleure actrice de télévision pour Smallville.
- 28e cérémonie des Saturn Award 2002 : Cinescape Genre Face of the Future Award pour Smallville.
- 29e cérémonie des Saturn Award 2003 : Saturn Award de la meilleure actrice de télévision pour Smallville.
- 2003 : Teen Choice Awards de la meilleure actrice dans une série télévisée pour Smallville.
- 30e cérémonie des Saturn Award 2004 : Saturn Award de la meilleure actrice de télévision pour Smallville.
- 2004 : Teen Choice Awards de la meilleure actrice dans une série télévisée pour Smallville.
- Leo Awards 2005 : 
  - Meilleure interprétation pour Edgemont.
  - Meilleure interprétation par une actrice principale dans une mini-série télévisée pour La Prophétie du sorcier (2004).
- 32e cérémonie des Saturn Award 2006 : Saturn Award de la meilleure actrice de télévision pour Smallville.
- Teen Choice Awards 2006 :
  - Meilleure actrice dans une série télévisée pour Smallville.
  - Meilleure alchimie partagée avec Tom Welling dans une série télévisée pour Smallville.
- 10e cérémonie des Teen Choice Awards 2008 : Meilleure actrice dans une série télévisée pour Smallville.
- 15e cérémonie des Teen Choice Awards 2013 : Actrice préférée dans une série télévisée pour Beauty and the Beast.
- 16e cérémonie des Teen Choice Awards 2014 : Actrice préférée dans une série télévisée  pour Beauty and the Beast.
- 2019 : Prix Écrans canadiens de la meilleure actrice principale dans une série télévisée pour Seule contre tous.
- 2021 : Prix Écrans canadiens de la meilleure actrice principale dans une série télévisée pour Seule contre tous.
- 2021 : Prix Écrans canadiens de la meilleure série télévisée pour Seule contre tous partagée les autres acteurs.
- 2022 : Prix Écrans canadiens de la meilleure actrice principale dans une série télévisée pour Seule contre tous.

## Voix françaises

### En France
- Laura Blanc dans (les séries télévisées)[23] :
  - Smallville
  - La Prophétie du sorcier (mini-série)
  - Ben-Hur (mini-série)
  - Beauty and the Beast

#### Et aussi
- Céline Mauge dans Blanche-Neige (téléfilm)[23]
- Sylvie Jacob dans Eurotrip
- Charlotte Marin dans Chuck (série télévisée)[24]

### Au Québec
- Kim Jalabert dans (les séries télévisées) :
  - Edgemont
  - Seule contre tous
- Geneviève Cocke dans Partition
- Stéfanie Dolan dans Street Fighter: Legend of Chun-Li